# Magadan
Magadan (en rus Магадан) és una ciutat russa capital de l'óblast de Magadan. Està situada al golf de Tauisk i té port al Mar d'Okhotsk, obert de maig a desembre. Va ser fundada l'any 1929, provinent d'un assentament de la dècada de 1920 i va rebre l'status de ciutat l'any 1939. De 1932 a 1953 va ser el centre administratiu del Dalstroi i dels seus camps correccionals, dedicats a la creació d'infraestructures i vies de comunicació. La carretera de Kolimà uneix la ciutat amb la regió superior del riu Kolimà, rica en mines d'or, i amb Iakutsk.

## Clima
El clima de Magadan és subàrtic Segons la classificació de Köppen és Dfc). Els hiverns duren molt i són molt freds, amb més de sis mesos de temperatures mitjanes mensuals per sota dels 0 °C, hi ha el sòl permanentment glaçat (permagel). La tundra cobreix la majoria de la seva regió. La temporada de creixement vegetal dura només uns 100 dies. Les temperatures mitjanes a la costa del mar d'Okhotsk van de −22 °C al gener fins a 12 °C al juliol. A l'interior de la regió de Magadan la temperatura mitjana va de −38 °C al gener a 16 °C al juliol.

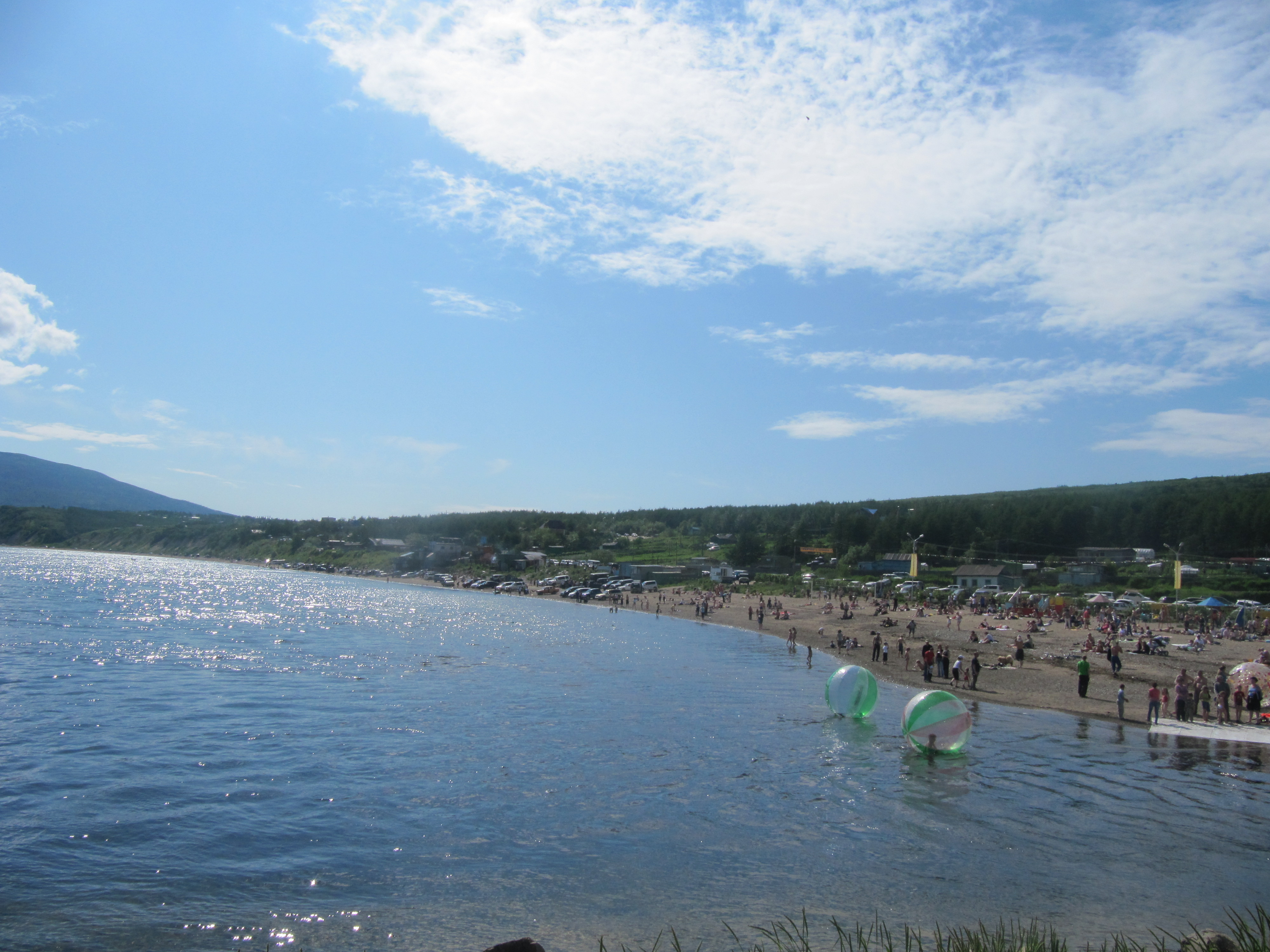
Platja de Magadan

| Dades climàtiques a Magadan               | Dades climàtiques a Magadan | Dades climàtiques a Magadan | Dades climàtiques a Magadan | Dades climàtiques a Magadan | Dades climàtiques a Magadan | Dades climàtiques a Magadan | Dades climàtiques a Magadan | Dades climàtiques a Magadan | Dades climàtiques a Magadan | Dades climàtiques a Magadan | Dades climàtiques a Magadan | Dades climàtiques a Magadan | Dades climàtiques a Magadan |
| Mes                                       | gen                         | febr                        | març                        | abr                         | maig                        | juny                        | jul                         | ag                          | set                         | oct                         | nov                         | des                         | anual                       |
| ----------------------------------------- | --------------------------- | --------------------------- | --------------------------- | --------------------------- | --------------------------- | --------------------------- | --------------------------- | --------------------------- | --------------------------- | --------------------------- | --------------------------- | --------------------------- | --------------------------- |
| Màxima rècord °C (°F)                     | 2.4 (36.3)                  | 3.2 (37.8)                  | 5.5 (41.9)                  | 9.7 (49.5)                  | 22.3 (72.1)                 | 24.5 (76.1)                 | 26.0 (78.8)                 | 25.5 (77.9)                 | 20.2 (68.4)                 | 13.8 (56.8)                 | 6.6 (43.9)                  | 3.3 (37.9)                  | 26.0 (78.8)                 |
| Màxima mitjana °C (°F)                    | −14.2 (6.4)                 | −12.5 (9.5)                 | −8 (18)                     | −1.6 (29.1)                 | 4.9 (40.8)                  | 11.3 (52.3)                 | 14.8 (58.6)                 | 15.0 (59)                   | 10.4 (50.7)                 | 1.7 (35.1)                  | −7.3 (18.9)                 | −12.8 (9)                   | 0.0 (32)                    |
| Mitjana diària °C (°F)                    | −16.4 (2.5)                 | −15.4 (4.3)                 | −11.4 (11.5)                | −4.6 (23.7)                 | 1.8 (35.2)                  | 7.8 (46)                    | 11.8 (53.2)                 | 12.0 (53.6)                 | 7.5 (45.5)                  | −0.9 (30.4)                 | −9.8 (14.4)                 | −14.9 (5.2)                 | −2.71 (27.12)               |
| Mínima mitjana °C (°F)                    | −18.5 (−1.3)                | −17.8 (0)                   | −14.4 (6.1)                 | −7.5 (18.5)                 | −0.5 (31.1)                 | 5.2 (41.4)                  | 9.6 (49.3)                  | 9.7 (49.5)                  | 5.1 (41.2)                  | −3.1 (26.4)                 | −12 (10)                    | −17 (1)                     | −5.1 (22.8)                 |
| Mínima rècord °C (°F)                     | −34.6 (−30.3)               | −33.3 (−27.9)               | −30.8 (−23.4)               | −23.5 (−10.3)               | −10.8 (12.6)                | −3 (27)                     | 2.0 (35.6)                  | −1 (30)                     | −6.3 (20.7)                 | −21.6 (−6.9)                | −26.9 (−16.4)               | −30.7 (−23.3)               | −34.6 (−30.3)               |
| Precipitació mitjana mm (polzades)        | 14 (0.55)                   | 13 (0.51)                   | 17 (0.67)                   | 33 (1.3)                    | 37 (1.46)                   | 47 (1.85)                   | 64 (2.52)                   | 93 (3.66)                   | 77 (3.03)                   | 80 (3.15)                   | 60 (2.36)                   | 26 (1.02)                   | 561 (22.09)                 |
| Mitjana de dies de pluja (≥ 0.1 mm)       | 0.1                         | 0.3                         | 0.3                         | 2.1                         | 11                          | 16                          | 21                          | 20                          | 18                          | 10                          | 2                           | 0.1                         | 100.9                       |
| Mitjana de dies de neu                    | 16                          | 14                          | 15                          | 15                          | 6                           | 0                           | 0                           | 0                           | 0.2                         | 8                           | 17                          | 16                          | 107.2                       |
| Humitat relativa mitjana (%)              | 65                          | 64                          | 65                          | 71                          | 78                          | 82                          | 86                          | 83                          | 78                          | 69                          | 66                          | 64                          | 72.6                        |
| Mitjana mensual d'hores de sol            | 74.4                        | 127.1                       | 226.3                       | 228.0                       | 198.4                       | 216.0                       | 182.9                       | 170.5                       | 147.0                       | 130.2                       | 81.0                        | 40.3                        | 1.822,1                     |
| Font #1: Погода и Климат                  |                             |                             |                             |                             |                             |                             |                             |                             |                             |                             |                             |                             |                             |
| Font #2: Hong Kong Observatory (sunshine) |                             |                             |                             |                             |                             |                             |                             |                             |                             |                             |                             |                             |                             |

## Ciutats agermanades
- Anchorage, Estats Units (1991)
- Tonghua, Xina (1992)
- Jelgava, Letònia (2006)

## Long Way Round
Magadan és l'objectiu final del viatge en moto Long Way Round realitzat per Ewan McGregor, Charley Boorman i el seu equip. Encara que el seu objectiu final fos Nova York, aquesta ciutat russa era considerada el punt que definia l'èxit o fracàs de la seva aventura. En el camí trobaren rius desbordats, ponts trencats, i carreteres pràcticament infranquejables mentre viatjaven per Sibèria, però van ser capaços de realitzar la "Carretera dels Ossos" fins a Magadan, i volar d'allà fins a Alaska, seguint per carretera fins a Nova York. En el darrer dia a Magadan, McGregor va escriure: 
"Magadan, Sibèria. El lloc que ha estat en els meus pensaments i somnis durant dos anys, com una ciutat mítica fora del meu abast. Volia capturar-la, d'alguna manera quan vam començar el llarg viatge volia emportar-me part d'ella en mi."